# Taxeotis maerens
Taxeotis maerens là một loài bướm đêm trong họ Geometridae.